# Marietta Brambilla
Pour les articles homonymes, voir Brambilla.
Maria Teresa Rebecca Brambilla, née le 6 juin 1807 à Cassano d'Adda et morte le 6 novembre 1875 à Milan, est une contralto et compositrice italienne.

## Famille
Marietta appartient à une famille de musiciens bien connue : le compositeur Paolo Brambilla (1786-1838) est son oncle et elle a quatre sœurs cadettes qui seront également comme chanteuses d'opéra : Giuseppina Brambilla, contralto, mariée au ténor Corrado Miraglia, Teresa Brambilla (it), soprano ; sa nièce Teresina Brambilla (it), soprano, épouse d'Amilcare Ponchielli.

## Biographie
Marietta Brambilla étudie auprès d'Antonio Secchi au Conservatoire de Milan de 1821 à 1826. Sa voix d'alto grave et capable de colorature la rend particulièrement adaptée aux rôles dits musico, c'est-à-dire aux rôles de pantalone, composés pour des voix féminines dans le sillage des castrats et très populaires à l'époque. Elle fait partie de l'important groupe des voix de Gioachino Rossini, des contraltos à la voix importante et à la technique très raffinée, et est connue, outre les multiples interprétations des œuvres de Rossini.
En 1824, elle participe, en tant que protagoniste de travesti, à la première représentation, au Teatro della Cannobiana de Milan, de l'opéra Eduardo e Cristina de Gioachino Rossini. À partir de mai 1827, elle chante quelques mois des opéras italiens avec Giuditta Pasta au His Majesty's Theatre à Londres puis une tournée en Grande-Bretagne.
En 1828, elle retourne en Italie et eut pour la première fois un engagement à Novare. Au printemps 1829, elle chante à nouveau aux côtés de Giuditta Pasta dans Semiramide de Rossini au Teatro Carcano de Milan. Pendant le carnaval 1829-1830, elle se trouve à La Fenice de Venise, où, entre autres, elle participe à la première de l'opéra Rosmonda de Carlo Coccia.
Après avoir chanté avec Pasta lors de la première de Malek Adel de Giuseppe Nicolini à Vérone en février 1830, elle va au Teatro Liceo de Barcelone pendant deux ans, un engagement auquel elle aurait mis fin parce qu'elle n'aimait le climat là-bas.
De retour en Italie, elle fait ses débuts célébrés à la Scala de Milan le 26 décembre 1833, interprétant l'un des rôles pour lesquels elle est encore connue aujourd'hui : le joyeux Maffio Orsini dans la première de Lucrezia Borgia de Gaetano Donizetti, face à Henriette Méric-Lalande.
Rossini l'amène personnellement au Théâtre italien de Paris, où elle apparaît pour la première fois le 11 décembre 1834 dans le rôle d'Arsace dans Semiramide. Elle apparaît également dans les mêmes rôles et avec les mêmes partenaires à Londres en 1835, où elle chante également le rôle titre dans La Cenerentola de Rossini.
De l'été 1836 jusqu'au carnaval de 1842, Brambilla se produit régulièrement à la Scala de Milan et, dans la même période, à partir du printemps 1837, alternativement au Theater am Kärntnertor de Vienne, où elle fait ses débuts dans le rôle d'Isabella dans L'italiana in Algeri de Rossini.
En 1837, à La Scala de Milan, elle fait partie de la première de Il giuramento de Saverio Mercadante (Bianca). Elle participe également à la commémoration, toujours à la Scala, de la soprano Maria Malibran, avec In morte di Maria Malibran de Bériot, une élégie de divers auteurs (dont Donizetti).
En outre, principalement en été et en automne, elle a également des engagements dans des villes du nord de l'Italie telles que Trieste, Bergame, Brescia, Venise, Vicence, Florence et à l'été 1841 à Padoue.
Donizetti compose également le rôle de Pierotto pour Marietta Brambilla dans son opéra Linda di Chamounix, qu'elle chante avec grand succès lors de la première le 19 mai 1842 à Vienne. Elle revient au Théâtre-Italien de Paris en novembre 1842 avec le rôle de Pierotto ; Donizetti lui écrit à l'occasion une Canzone savoiarda supplémentaire Cari luoghi ov'io passai.
Elle a un succès particulier le 14 novembre 1843 dans le rôle d'Armando di Gondì lors de la première parisienne de Maria di Rohan de Donizetti. Le compositeur écrit initialement cette partie pour un deuxième ténor, mais la transforme en rôle de pantalon et l'agrandit spécialement pour la Brambilla.
Aux printemps 1843 et 1845, elle effectue une tournée de Paris à Londres et en 1844 à travers les provinces françaises, notamment Orléans et Tours.
L'année de la révolution de 1848, Marietta Brambilla retourne en Italie. Elle participe à la deuxième version de l'opéra Il corsaro di Venezia de Giuseppe Verdi, qui deviendra définitivement Ernani, joué en 1847 au Teatro San Carlo de Naples, théâtre dans lequel elle a l'occasion de chanter de nombreux opéras, dont, encore une fois, de Verdi, le Nabucco de 1848, dans le rôle d'Anna. Elle se retire ensuite.
Après la fin de sa carrière scénique, elle devient une professeure de chant recherchée à Milan. Elle compose également quelques exercices vocaux et vocalises pour soprano, publiés par Ricordi en 1847, ainsi que des ariettes et une collection intitulée Souvenir des Alpes.
Elle épouse Francesco Furga-Torini le 25 juillet 1857, qui meurt quelques années plus tard. Marietta Brambilla meurt d'un cancer le 6 novembre 1875 à Milan.